# Harold White
Ne doit pas être confondu avec Harold G. White.
Harold White, né le 23 mai 1923 et mort le 25 mars 1990, est un pilote britannique de la Royal Air Force. Durant la Seconde Guerre mondiale, il fait équipe avec Michael Allen et les deux hommes participent à des dizaines de missions de chasse de nuit. L'équipage détruira au total douze avions ennemis et en endommagera trois. 

## Jeunesse
Harold Edward White naît le 23 mai 1923. Après des études à Woking, il s'engage comme pilote en 1940 dans la Royal Air Force Volunteer Reserve (en) (RAFVR), en mentant à priori sur son âge. 

## Seconde Guerre mondiale
Il est formé en juillet 1941 au No. 54 Operational Training Unit RAF où il atteint le grade de sergent. Envoyé au No. 534 Squadron RAF (en), il y fait équipe avec le navigateur aérien Michael Allen sur des chasseurs nocturnes. Les deux hommes ne se sépareront pas de la guerre.
Ils volent sur Douglas A-20 Havoc, des avions équipés d'une Turbinlite (en), un puissant projecteur (en) qui permet d'illuminer une cible ennemie. Un chasseur Hurricane peut ensuite prendre alors le relais pour l'abattre. Ce système n'est pas très efficace et les deux hommes sont mutés vers le No. 141 Squadron RAF (en). Leur rôle est alors d'accompagner les bombardiers britanniques au-dessus de l'Allemagne et d'empêcher les chasseurs de nuits allemands d'intercepter ceux-ci. Leur avion, un Beaufighter VIF, est alors équipé d'un radars d'interception aéroporté dans le cadre de l'opération Serrate, ce qui permet Michael Allen de détecter les avions ennemis et d'amener le pilote vers la cible à abattre.
Leur première victoire aérienne arrive dans la nuit du 3 au 4 juillet 1943. Ils abattent un Me 110 au-dessus d'Aix-la-Chapelle. Les succès s'enchainent avec une victoire dans la nuit du 15 au 16 juillet où ils abattent le Me 110 de l'as allemand au sud-est de Reims, Paul-Hubert Rauh (31 victoires). Après trois autres victoires durant l'été, ils abattent à nouveau deux as allemands, Wilhelm Dormann et Gerhard Dittmann. Les victoires aériennes offrent aux deux hommes la Distinguished Flying Cross le 24 septembre 1943,.
Ils continuent les missions et détruisent dès janvier 1944 un Me 109 et à la fin du mois de juillet, ils atteignent le nombre de douze victoires et trois avions endommagés.
En janvier 1945, ils sont victimes d'un accident au décollage avec leur Mosquito et s'écrasent dans un champ. Heureusement, trois fermiers extraient les deux hommes de l'avion en feu. Il reçoit deux barrettes pour sa DMC, une en avril 1944 et l'autre en octobre 1944.

## Après guerre
Contrairement à Michael Allen, Harold White reste dans la RAF de vient instructeur. Il reçoit l'Air Force Cross en 1952 et la Queen's Commendation for Valuable Service in the Air (en) en 1954. Il prend l'année suivante le commandement de RAF Leeming (en) et en 1956 celui du No. 46 Squadron RAF (en). Il y voit l'introduction du Gloster Javelin, un avion « tous temps ».
De 1959 à 1978, il occupe divers postes en Angleterre et en Extrême-Orient. Il prend ensuite le commandement de RAF Buchan et rejoint la Royal Air Force Germany (en). Il prend sa retraite, avec le grade d'air commodore le 29 novembre 1977 et est nommé au 1er janvier 1978 à l'Ordre de l'Empire britannique (CBE).
Il s'engage politiquement dans le district de Swale (Kent) jusqu'en 1988. Il meurt le 25 mars 1990. Il était marié et avait deux enfants.